# Jaderná elektrárna Indian Point
Jaderná elektrárna Indian Point (anglicky Indian Point Nuclear Power Plant) je uzavřená jaderná elektrárna ve Spojených státech. Nachází se v Buchananu ve státě New York na řece Hudson. Od teroristických útoků z 11. září 2001 je jaderná elektrárna považována za ohroženou terorismem, protože se nachází na letových trasách komerčních letadel. Elektrárnu vlastní a provozovala společnost Entergy.

## Historie a technické informace

### Počátky
Návrh postavit jadernou elektrárnu zhruba 64  kilometrů severně od metropole New York přišel v roce 1948, kdy ve Spojených státech začal program civilní výstavby jaderných elektráren. V rámci tohoto programu vyjádřila společnost Consolidated Edison Company of New York zájem o vybudování reaktoru v Indian Point s výkonem přibližně 200 MW, který by byl zcela financována ze soukromých zdrojů. Tehdy oblíbeným konceptem byl vodou chlazený množivý reaktor. Tyto plány počítaly s provozem elektrárny od roku 1960. Tato myšlenka položila základ pro jadernou elektrárnu Indian Point.

### Blok 1
V roce 1951 byly dokončeny plány prvního bloku jaderné elektrárny Indian Point a vzhledem k očekávanému nárůstu energetických potřeb v regionu byl výkon elektrárny zvýšen na 250 MW. Navrhnutím reaktoru byla pověřena společnost Babcock & Wilcox. Plány bloku byly poprvé oznámeny na veřejném slyšení 10. února 1954. 22. března 1954 společnost Consolidated Edison Company oficiálně podala žádost AEC (předchůdce NRC) o kombinovanou stavební a provozní licenci pro elektrárnu v hodnotě 55 milionů dolarů. Společnost Consolidated Edison Company si pronajala část zábavního parku Indian Point o rozloze 1,38 kilometrů čtverečních na počáteční dvouleté období, aby mohla provést průzkumy, zda ho koupit celý a postavit zde místo parku jadernou elektrárnu. V roce 1956 získala společnost Condoliated Edison Company celý zábavní park Indian Point jako místo pro jadernou elektrárnu a samotný park srovnala se zemí. Koupě areálu umožnila AEC schválit stavební a provozní povolení, což okamžitě realizovala.

#### Výstavba
První blok se začal stavět dne 1. května 1956. Šlo o množivý reaktor CETR o hrubém výkonu 277 MW a čistém 257 MW. Do roku 1958 se však při výstavbě jaderné části elektrárny projevily různé plánovací chyby, které proto musely být revidovány. Problém se týkal prvků thoria, které by při pozdějších výpočtech bobtnaly více, než se dříve předpokládalo. Náklady na Indian Point proto vzrostly z 55 milionů dolarů na začátku stavby na 90 milionů dolarů v roce 1958. Kromě technických problémů se Consolidated Edison Company potýkala také s problémy sociálními. Obyvatelé Indian Point nedemonstrovali proti samotné jaderné elektrárně, ale spíše kvůli nedostatku informací, které společnost Consolidated Edison Company poskytovala jen v omezené míře. Navíc se lidem nelíbilo, že byl kvůli jaderné elektrárně uzavřen zábavní park Indian Point. Z tohoto důvodu společnost Consolidated Edison Company otevřela na staveništi návštěvnickou platformu, ze které bylo možné vidět celou jadernou elektrárnu a její postup výstavby a také nabízela prohlídky staveniště ve středu a sobotu od 13:00. Kvůli dalším zpožděním a technickým potížím se náklady na začátku roku 1959 zvýšily na 100 milionů dolarů. Konečné náklady byly 100,3 milionu.

#### Uvedení do provozu
Zprvu se očekávalo uvedení do provozu v letech 1959 až 1960, dokonce byla pro tyto roky udělena provozní licence. Kvůli konstrukčním problémům v jaderné části elektrárny společnost Consolidated Edison Company v roce 1959 očekávala, že nejbližší možné uvedení do provozu bude 1. dubna 1961. Reaktor byl uveden do kritického stavu dne 2. srpna 1962. Guvernér státu New York Nelson Aldrich Rockefeller, stejně jako předseda AEC Glenn T. Seaborg, blahopřál společnosti Consolidated Edison Company k uvedení reaktoru do provozu. Dne 16. září 1962 byl blok poprvé synchronizován s elektrickou sítí a 1. října 1962 byl uveden do komerčního provozu. Poté však reaktor sloužil spíše k experimentálním účelům a jádro bylo podrobeno různým testům na různých výkonnostních úrovních. Dne 25. ledna 1963 reaktor poprvé pracoval při plném zatížení. Celkově byla společnost Consolidated Edison Company velmi spokojena se stabilním a spolehlivým zkušebním provozem. Během roku 1963 se však projevily velké problémy s reaktorem. Došlo k několika rychlým odstávkám v nejvyšším výkonovém rozsahu a za plného provozu, jen mezi zářím 1962 a lednem 1963 jich bylo 187. Ty však nebyly vyvolány problémem s jadernou částí elektrárny, ale spíše nesprávně nastavenými přístroji v konvenční části.

#### Vyřazení z provozu
Vzhledem k novým předpisům AEC, Indian Point-1 již nebyl provozován v souladu s předpisy z roku 1974. Blok se proto 31. října 1974 odpojil ze sítě, aby mohla být provedena dvouletá oprava. Dodatečně mělo dojít k dovybavení systému nouzovým chlazením, kterým blok vzhledem k tehdejším předpisům nedisponoval. Nicméně, kvůli finančním potížím a skutečnosti, že Indian Point-2 se chýlil k dokončení, se Consolidated Edison Company rozhodla vylepšení neimplementovat. Vzhledem k tomu, že blok nebyl do roku 1979 modernizován, Nuclear Regulatory Commission nakonec zrušila provozní licenci bloku, která zakázala blok nadále provozovat.

### Blok 2 a 3
Vzhledem k velké spokojenosti s prvním blokem plánoval Consolidated Edison větší verzi CETR. Projekt byl však přerušen, a proto byly plány na druhý blok v Indian Point prozatím odloženy. Začátkem roku 1965 zadala Consolidated Edison Company studii, která měla zhodnotit, jak se bude vyvíjet spotřeba elektřiny za pět let a jaké možnosti by byly nejekonomičtější pro uspokojení této poptávky. Po šesti měsících studie dospěla k závěru, že jaderný reaktor s výkonem 873 MW by měl stačit ke splnění požadavků základního zatížení do léta 1969. 
Ve skutečnosti byla plánovaná realizace bloku jaderného reaktoru Indian Point-2 jen špičkou ledovce, protože nárůst spotřeby energie v okolí New Yorku enormně vzrostl a od roku 1964 do roku 1965 vzrostla samotná poptávka o 300 MW. Společnosti Consolidated Edison Company bylo jasné, že v budoucnu budou nutné další reaktory. Poté, co byly v roce 1965 zahájeny první práce na druhém bloku na místě, společnost oznámila, že plánuje třetí blok, který bude spuštěn několik let po druhém.

#### Výstavba
Výstavba druhého bloku byla oficiálně zahájena dne 14. října 1966. Výstavba bloku 3 byla zahájena 1. listopadu 1968. Jedná se o tlakovodní reaktory Westinghouse M412. Hrubý výkon prvního bloku byl 1067 MW a čistý, který byl odesílán do sítě činil 1020 MW. Třetí blok dosponoval hrubým výkonem 1085 MW a čistým 1040 MW.
Při výstavbě bloků zpočátku nedošlo k žádným komplikacím, které by vedly ke zpožděním, i když existovala skupina aktivistů, která bojovala proti výstavbě druhého a třetího bloku. Již v roce 1970 bylo jasné, že blok 2 bude uveden do provozu až o několik let později, než se původně plánovalo, protože NRC se pokusila elektrárně zadržet provozní licenci kvůli obvinění aktivistů. Další výjimečnou situací byla situace na trhu práce v oblasti, kdy pro stavbu nebyl k dispozici kvalifikovaný personál a práce se tak dále zpožďovaly. V roce 1972 musely být provedeny úpravy chladicího systému obou bloků, aby se do čerpadel a kondenzátorů závodu nedostalo nadměrné množství ryb.

#### Uvedení do provozu
Dne 22. května 1973 byl druhý blok poprvé kriticky projet a 26. června 1973 se mohl poprvé připojit k rozvodné síti. Do komerčního provozu byl blok uveden 1. srpna 1974. Třetí blok byl poprvé kriticky provozován 6. dubna 1976 a synchronizován s elektrickou sítí 27. dubna 1976. Do komerčního provozu byl blok uveden 30. srpna 1976.
U čtyř parogenerátorů třetího bloku byly dlouhodobé problémy, včetně deformací trubek parogenerátoru. Koroze, usazeniny v trubkách a eroze materiálu byly hlavní potíže. Kromě toho byly na všech čtyřech parogenerátorech praskliny v některých svarech. Společnost Consolidated Edison Company nechala tyto škody opravit za dvoucifernou milionovou částku, ale problém to nevyřešilo. Výsledkem bylo, že do roku 1982 došlo k pěti únikům v primárním a sekundárním okruhu, které vedly k poruchám bloků. Poté, co tyto problémy měly za následek v průměru 70 dní odstávky během pěti až šesti let provozu, vznikla myšlenka na výměnu parogenerátorů. Dlouhodobě se specializovali na údržbu parogenerátorů a Indian Point se stal z hlediska tohoto know-how jednou z nejlepších jaderných elektráren ve Spojených státech, ale toto řešení nebylo dlouhodobě uspokojivé, protože tato práce je velmi časově náročná a drahá.
Z ekonomických důvodů bylo v roce 1983 rozhodnuto o výměně parogenerátoru. Na rozdíl od podobných procesů v jiných jaderných elektrárnách dříve se tak mělo stát bez úprav nových parogenerátorů, samotné elektrárny nebo kontejnmentu. Po pečlivém měření bylo zjištěno, že parogenerátory projdou otvorem v kontejnmentu se čtvrt palcem prostoru na každé straně. Samotné parogenerátory by měly být zcela totožné s parogenerátory, které již byly v bloku instalovány. Pouze materiály byly navrženy podle nejnovějších požadavků a zkušeností, takže mají mimo jiné zvláště nízký obsah kobaltu. To znamenalo, že nebyla nutná žádná změna provozní licence pro blok. Změnila se pouze nosná deska a zvýšila se kapacita páry, aby nedošlo k poškození trubek parogenerátoru. V roce 1986, po několika letech plánování, byla zakázka na nové parogenerátory předána společnosti Westinghouse. Zvláštností této zakázky bylo, že měly být vyměněny všechny čtyři parogenerátory současně, což se v USA nikdy nedělo najednou. Do 2. února 1989 byl Indian Point-3 odpojen ze sítě a všechny čtyři parogenerátory byly instalovány během 140 dnů.

#### Vyřazení z provozu
Na konci roku 2015 začal bývalý guvernér státu New York Andrew Cuomo podnikat politické kroky proti elektrárně Indian Point a zahájil vyšetřování. Toto vyšetřování začalo jako reakce na výpadky se známým počtem dotčených maloobchodních zákazníků s elektřinou. V lednu 2017 úřad guvernéra oznámil postupné uzavření elektrárny Indian Point do roku 2021.
Druhý blok byl trvale uzavřen 30. dubna 2020 a třetí 28. dubna 2021.

## Informace o reaktorech
| Reaktor        | Typ reaktoru      | Výkon   | Výkon   | Zahájení výstavby | Připojení k síti | Uvedení do provozu | Uzavření     |
| Reaktor        | Typ reaktoru      | Čistý   | Hrubý   | Zahájení výstavby | Připojení k síti | Uvedení do provozu | Uzavření     |
| -------------- | ----------------- | ------- | ------- | ----------------- | ---------------- | ------------------ | ------------ |
| Indian Point-1 | CETR              | 257 MW  | 277 MW  | 1. 5. 1956        | 16 .9. 1962      | 1. 10. 1962        | 31. 10. 1974 |
| Indian Point-2 | Westinghouse M412 | 1020 MW | 1067 MW | 14. 10. 1966      | 26. 6. 1973      | 1. 8. 1974         | 30. 4. 2020  |
| Indian Point-3 | Westinghouse M412 | 1040 MW | 1085 MW | 30. 10. 1968      | 25. 4. 1976      | 28. 8. 1976        | 28. 4. 2021  |